# Barrage de Fontana
Le barrage de Fontana (anglais : Fontana Dam) est un barrage hydroélectrique sur la Little Tennessee dans les comtés de Swain et Graham en Caroline du Nord, aux États-Unis. Il est nommé d'après la ville de Fontana qui a été inondée pour sa construction, créant ainsi le lac Fontana. Le barrage a été construit au début des années 1940 pour satisfaire les besoins d'électricité dans la vallée du Tennessee pour soutenir l'industrie de l'aluminium au plus fort de la Seconde Guerre mondiale. Il est exploité par la Tennessee Valley Authority

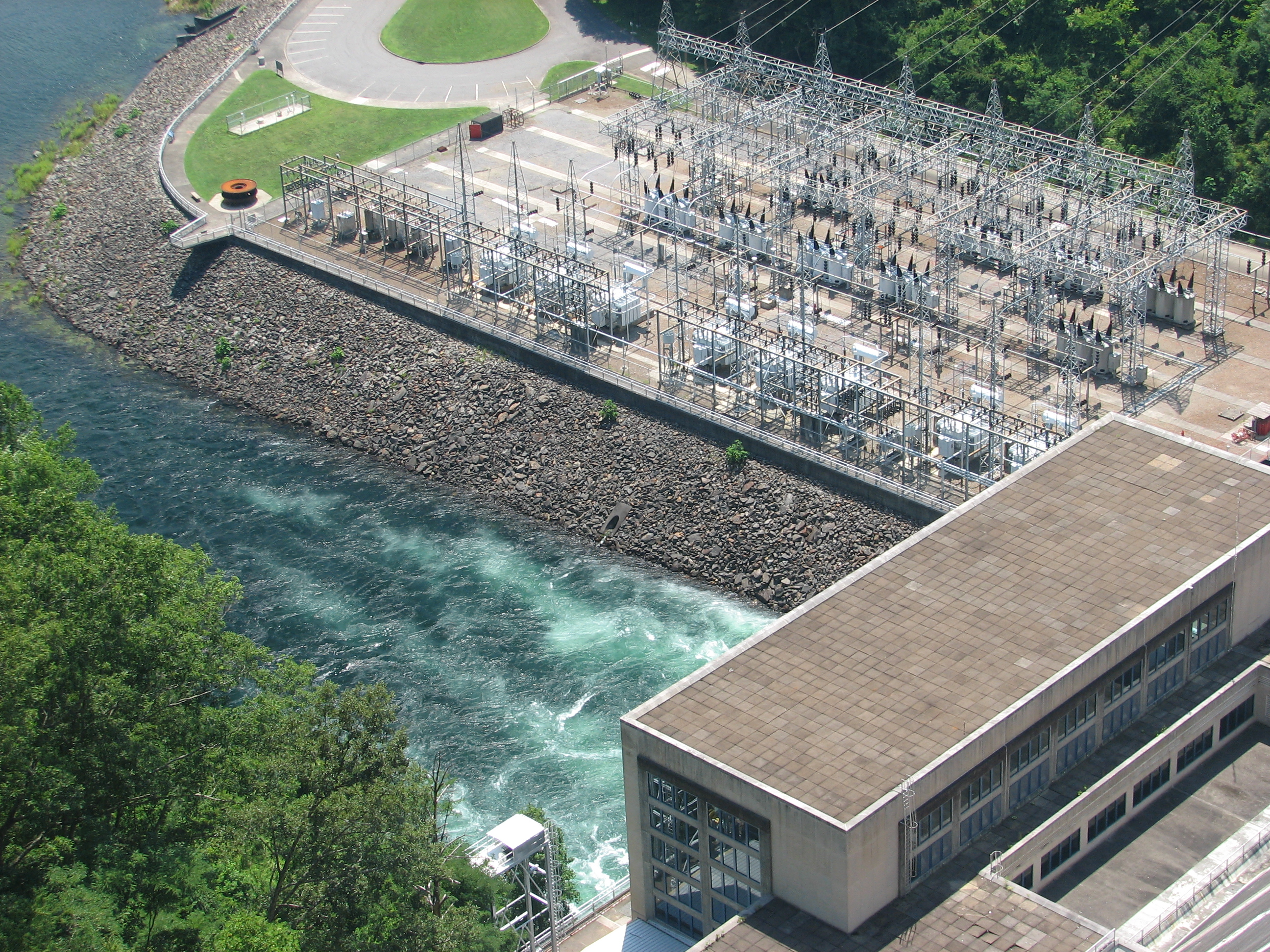
Barrage de Fontana

Avec ses 150 m de hauteur, le barrage de Fontana est le plus haut de l'est des États-Unis ; au moment de sa construction, c'était le quatrième plus haut barrage du monde. 
Le Sentier des Appalaches traverse le sommet du barrage.
Le barrage crée le lac réservoir Fontana de 4 140 hectares, qui s'étend sur une étendue pittoresque du Little Tennessee, le long de la limite sud-ouest du parc national des Great Smoky Mountains. 

### Source
- (en) Cet article est partiellement ou en totalité issu de l’article de Wikipédia en anglais intitulé « Fontana Dam » (voir la liste des auteurs).